# Alchemilla fokinii
Alchemilla fokinii é uma espécie de rosácea do gênero Alchemilla, pertencente à família Rosaceae.